# Denniston (Nouvelle-Zélande)
Denniston est une petite localité de la région de la West Coast, située dans l’Île du Sud de la Nouvelle-Zélande.

## Situation
C’est une ville localisée à 15 kilomètres (soit 9 miles) à l’est de la ville Westport dans la région de la West Coast dans l’ouest de l’Île du Sud de la Nouvelle-Zélande

## Géographie
Elle est située sur un plateau rocheux exposée aux vents, à 600 mètres (soit 2 000 pieds) au-dessus du niveau de la mer dans la chaîne de chaîne de Papahaua (en).

## Histoire
Durant les premières décades du XXe siècle, jusqu’à 1 400 personnes ont vécu sur le plateau dans la ville de Denniston pour assurer le fonctionnement d’une importante mine de charbon, qui était située à cet endroit-là.
Le charbon était transporté par les wagons de chemin de fer du plateau via le (plan incliné nommé: « Denniston Incline » en direction de la branche de la Conns Creek (en), où les locomotives à vapeur de la « New Zealand Railways » emportaient le charbon par le trains vers le port de Westport.
Le « Denniston Incline » ferma en 1967.

## Population
Le plateau a maintenant une population de moins de 10 personnes, et virtuellement tous les bâtiments et les structures ont disparu bien que de nombreuses reliques historiques persistent – éparpillées à travers tout le plateau et la zone de la pente, perdues à travers une végétation dense.

## Activité
Il y a eu des propositions pour de nouvelles activités de mine sur le plateau de Denniston.

## Aspect

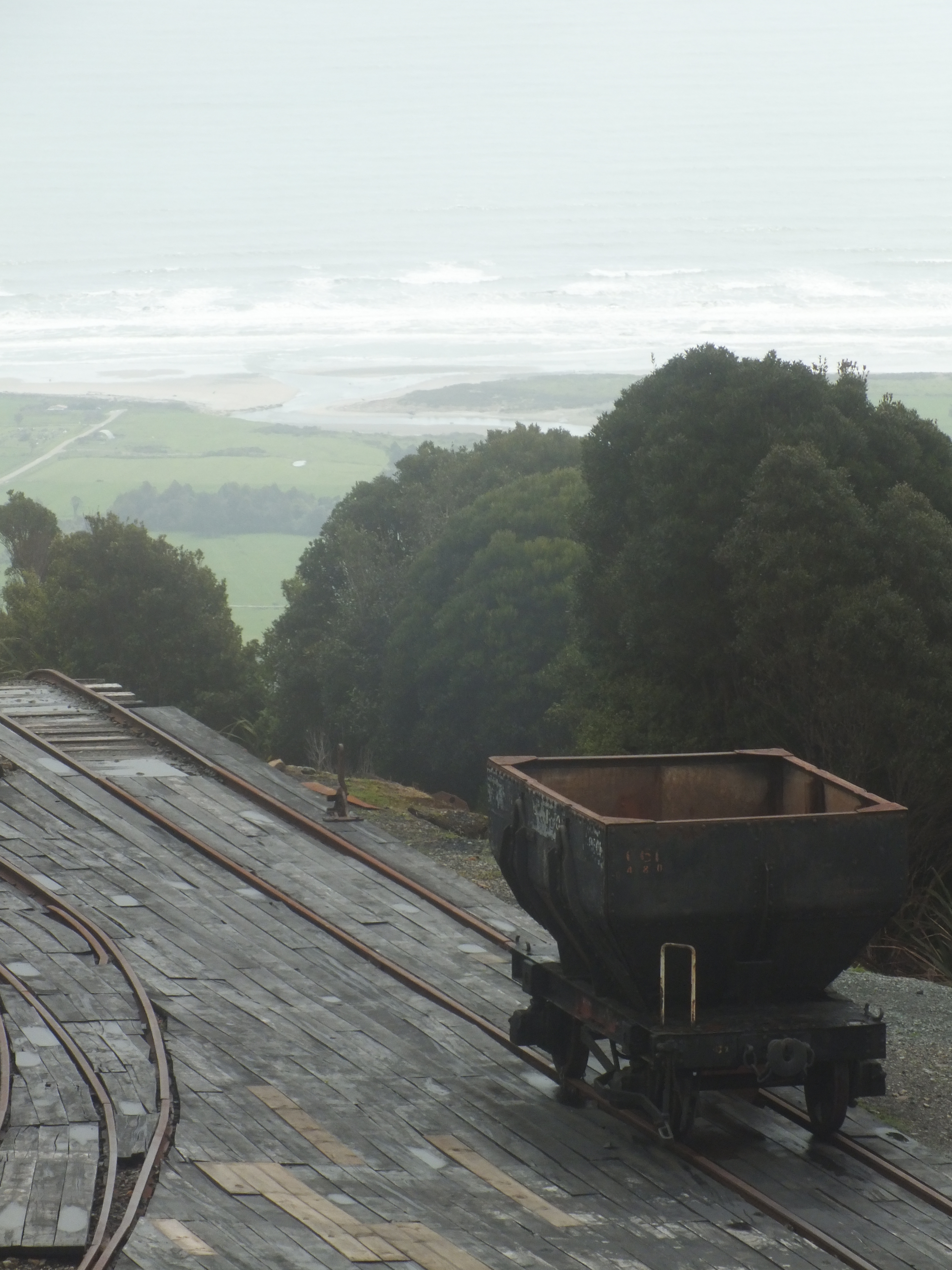
Le sommet de Denniston Incline en 2013

Le centre-ville de « Denniston Plateau », et le funiculaire de « Denniston Incline » lui-même, existait seulement dans l’objectif de l’extraction du charbon à partir du plateau.
Les conditions de vie à Denniston étaient rudes car le plateau rocheux est balayé par le vent et était souvent immergé dans les nuages, recevant une pluviosité annuelle élevée et était exposé à de très basses températures de façon fréquente.
Dès qu’une bonne route d’accès vers le plateau fut installée et que la demande pour le charbon déclina, la ville s’effondra et disparue; le funiculaire et la mine elle-même fermèrent.
Une ancienne école, maintenant utilisée comme musée, est l’un des rares bâtiments, qui persistent.
Très peu de personnes y vivent maintenant mais le secteur prend un intérêt croissant pour le tourisme historique.
L’ouverture d’un nouveau front de mine est possible.
L’installation et l’histoire de Denniston est semblable à celle de Millerton, située sur un plateau identique à 12 kilomètres (soit 7 miles) vers le nord.
Alors que l’exploitation à ciel ouvert de la mine de Stockton est encore en activité à 15 km plus au nord.

## Histoire

### La Westport Coal Company
La “ Westport Colliery Company”, précédant la “Westport Coal Company”, fut constituée en 1878 dans le but d’extraire par une mine de grandes quantités de charbon du plateau du “Mount Rochfort” communément appelé le plateau de Denniston.
Pour accéder au charbon, la compagnie étendit l’embranchement proche du chemin de fer de la « Wellington Coal Company« vers la berge sud d u fleuve Waimangaroa de 1,1 kilomètres (soit 0,7 miles) en direction de la Conns Creek (en), et construisit le « Denniston Incline » (un funiculaire et les « chemins de cordes » à partir de la mine située au sommet du plan incliné.
L’augmentation supplémentaire du capital nécessaire pour développer la mine plus avant et la transformation de la « Westport Colliery Company » en la « Westport Coal Company » eut lieu en 1881.
La compagnie fit aussi fonctionner des mines dans d’autres endroits de la région de la « West Coast », comprenant la localité de Millerton, et vers 1905, la compagnie était, de loin le plus important producteur de charbon de la Nouvelle-Zélande.
En 1948,les mines de la « Westport Coal Company » et donc le « Denniston Incline » furent pris en charge par le « New Zealand State Mines Department ».

### Funiculaire de Denniston

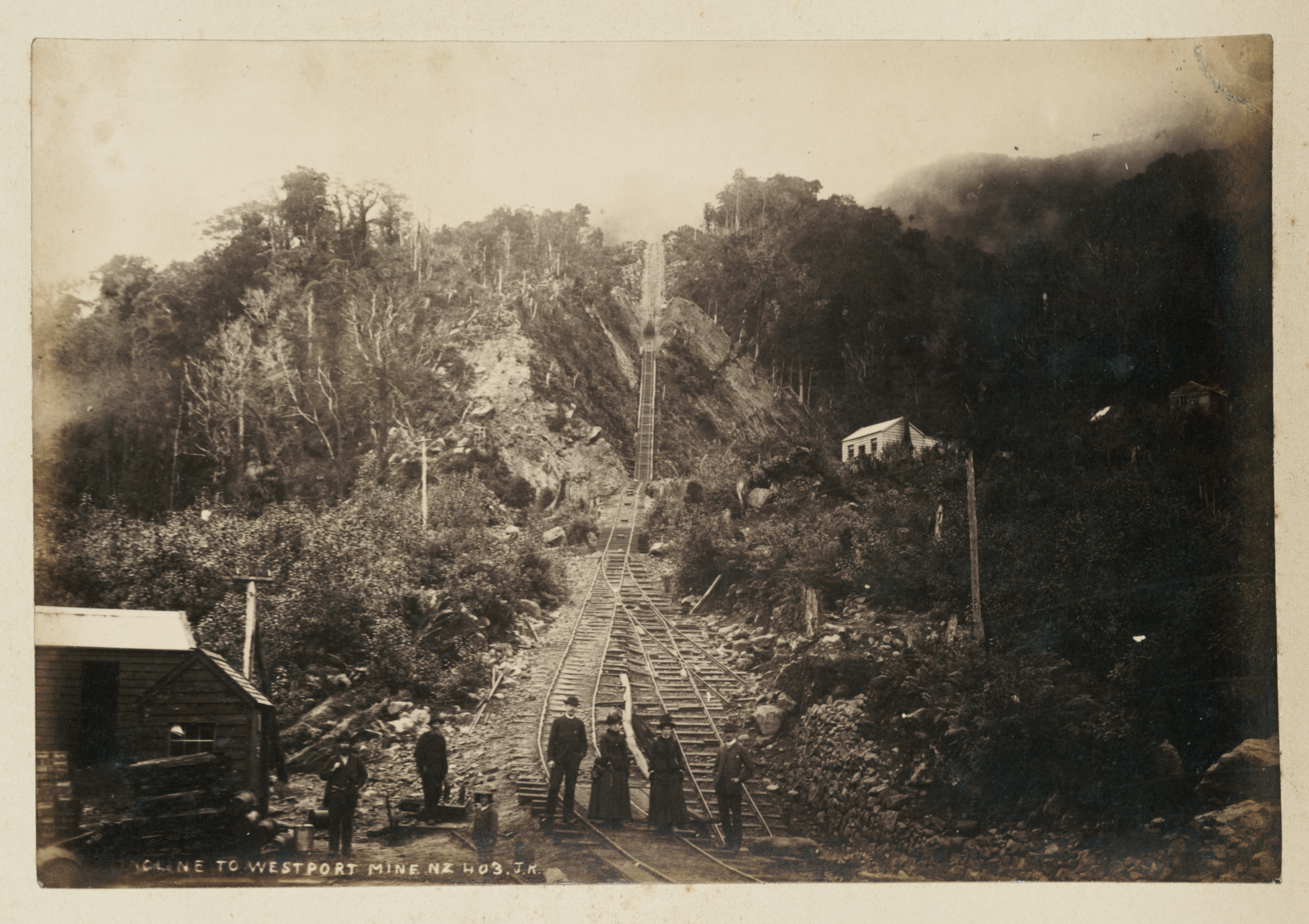
Le bas du plan incliné de Denniston, vers 1890

Le « Funiculaire de Denniston » commença à fonctionner en avril 1880.
C’était un cable railway ou système de roue à câble (en) auto-actif, qui utilisait la gravité pour descendre les wagons de la New Zealand Railways, pleins de charbon soit 12,5 tonnes, (un à la fois) de la mine de ‘Brakehead’  située au niveau de la ville de Denniston, jusqu’au niveau de la gare de la branche de Conns Creek (en) située plus bas dans la plaine.
Chaque wagon chargé, donc plus lourd, en descendant tirait un wagon vide (plus léger), qui remontait vers le haut du plan incliné du funiculaire par le moyen d’une corde montée sur un axe: chaque wagon étant attaché à sa propre corde et tirant le wagon vide, par le biais de deux tambours, qui étaient montés en dessous de l’autre sur le même axe et les cordes tournaient en sens opposé sur chaque tambour.
Ainsi quand l’un des tambours déroulait la corde et laissait descendre le wagon plein le long du plan incliné, l’autre tambour enroulait sa corde en tirant le wagon vide pour le remonter sur le même plan incliné.
Les pistons hydrauliques freinaient la rotation du wagonnet vide pour contrôler la vitesse des wagons pleins descendants.
Le funiculaire de Denniston était donc formé en réalité de deux plans inclinés successifs.
Le plus haut des deux commencait à “Brakehead”, et descendait lentement jusqu’au lieu, dont le nom approprié était de “Middle Brake”.
Là, les wagons étaient déconnectés de la corde du premier plan incliné et placés sur la corde du second plan incliné pour descendre plus lentement vers la ligne de Conns Creek (en), où les wagons pouvaient être organisés en trains avant d’être emportés vers Westport.
Le tambour de Middle Brake est maintenant en exposition au musée du charbon de Westport.
La partie supérieure de chaque plan incliné était essentiellement formé de deux séries de voies, cote-à-cote, avec trois rails, dont le rail central était partagé entre les deux voies, alors qu’au niveau de la section du milieu de chaque plan incliné (là où les wagons se croisent), les deux séries de voies sont entrelacées.
Le plan incliné a donc alternativement un wagons ascendant et un wagon descendant — autrement les cordes pourraient se croiser l’une sur l’autre : une image d’un wagon plein descendant la partie supérieure d’un des plans inclinés peut être vue ci-dessous dans les liens externes.
Le côté sud du plan incliné était appelé le côté de la compagnie (« Company Side »), dans la mesure où c’était le côté où étaient situés les bureaux de la compagnie; le côté nord du plan incliné était appelé le « Donkey Side ».
Le système ne fonctionnait pas toujours comme souhaité et parfois des collisions, des déraillements et des sorties de voies pouvaient survenir.
Les restes de plusieurs wagons défoncés siègent toujours sur le côté et même parfois à une certaine distance du plan incliné.
Le funiculaire de “Denniston incline” descendait au total de 516 mètres (soit 1 694 pieds) de dénivelé en 1 670 mètres (83 chaines ou 1,04 miles) de longueur, avec certaines sections ayant un gradient de plus de 1 pour 1,3.
Le funiculaire plus court de Koranui Incline (en) de l’autre côté de la vallée était plus haut avec une descente totale de 700 mètres (2 300 pieds), soit deux fois la longueur de « Denniston Incline », avec une longueur de 3,6 kilomètres (2,2 miles)
Les wagons pouvaient être délivrés à partir de Denniston vers « Conns Creek » au rythme de 12 à 18 wagons par heure.
L’écartement des rails était au standard de la NZR de 3 pieds, 6 pouces.
Les wagons utilisés sur le plan incliné était principalement de la classe du "Q" habituel type Wagon-trémie, le trémis, qui pouvait être détaché de leurs corps de wagon et remontés par la grue du quai pour le déversement dans un bateau et la porte de déchargement du bas du wagon était alors ouverte manuellement pour vider le charbon directement dans les calles du bateau.
(deux images de grues vidant un container à charbon d’un wagon, par le dessus du bord d’un bateau peuvent être vu plus bas dans les liens externes)

### La mine et le chemin de corde sur le plateau
Les mines du plateau de Denniston comprenait les mines de ‘Banbury’, ‘Ironbridge’, ‘Coalbrookdale’, ‘Whareatea’, et ‘Sullivan’. La première mine était celle de ‘Banbury’, qui commença sa production en 1880.
Un chemin de fer à double voie, tiré par des chevaux sur une longueur de  560 mètres de long et avec un écartement de 2 ft (0,61 m) de gauge fut construit à partir du sommet du funiculaire vers la mine de « Banbury » au-dessus des gorges de Waimangaroa pour amener le charbon de la mine jusqu’au sommet du plan incliné.
Plus tard, la traction hippomobile fut remplacée par une machine à vapeur actionnant la corde sans fin à laquelle les wagonnets de la mine étaient accrochés par une chaîne pour leur déplacement vers et à partir du bac situé au niveau de “Brakehead”.
Vers 1889, le trajet à double voie du tramway (maintenant appelé un chemin de corde) avait été étendu à travers et derrière la “mine de Banbury”, au-delà de la “mine de Ironbrook”  et jusqu’à la mine de Coalbrookdale sur une distance d’environ2,4 kilomètres (soit 1,5 miles).
Le système d’enroulement des cordes fut renouvelé le long d’une zone partiellement réalignée entre 1900 et 1904.
(Une image de l’un de ces tambours d’enroulement des cordes peut être visible en-dessous dans les liens externes)
En 1952, un mono-câble aérien, tiré sur 4 kilomètres (2,5 miles) de longueur fut mis en place (avec des seaux transportant le charbon suspendu au câble) pour aller de la nouvelle mine de ‘Whareata et Sullivan’ jusqu’à ‘Brakehead’, et le funiculaire fut arrêté.
Les mines de ‘Coalbrookdale’ et ‘Ironbridge’ avaient atteint la fin de leur vie économique et fermèrent en 1944 et 1945 respectivement, alors que la « mine de ‘Banbury » était déjà fermée depuis l’année 1890.

## Production
La production de charbon de la « Westport Coal Company » à partir du plateau de Denniston augmenta jusqu’à un pic au niveau de l’année 1910, quand les 464 hommes travaillant sous terre, produisirent 348.335 tonnes de charbon.
Puis la production déclina ensuite progressivement.
En tout, le funiculaire transporta une quantité estimée à 12,6 millions de tonnes de charbon durant son fonctionnement.
Néanmoins certaines mines continuèrent à produire et la mine nommée ‘Escarpment Mine’ fonctionna de 1964 à 1982.

### Les villes et la population
Il y eut en fait3 centres-villes principaux sur le plateau de Denniston: Denniston, Burnett Face, et Coalbrookdale,.
Il n’y avait aucune route reliant les centres-villes et chacun parcourait à pied le chemin le long du funiculaire pour aller d’un endroit à l’autre.
La population du plateau au total, fut au maximum soit vers 1911 était à peine de plus de 1 400 habitants (la population de la ville de Denniston elle-même culmina plus tard en 1926).

#### Denniston
La première installation, qui fut connue comme "The Camp", était située sur une crête rocheuse au-dessus du fleuve Waimangaroa.
Elle fut construite sous le niveau du plateau entre deux escarpements pour la protéger des vents permanents.
Les premiers travailleurs développèrent la mine « Banbury », mais de nombreux d’entre eux ne restèrent pas longtemps en raison des conditions inhospitalières.
Toutefois, vers 1883, ils étaient environ une centaine de résidents, avec une école et un orchestre.
Les bureaux de la compagnie étaient entre: ‘ The Camp’ et « Brakehead » le long du côté du tramway allant de la mine jusqu’au sommet du funiculaire,.
Un sentier fut construit entre le fleuve Waimangaroa et la ville de Denniston vers 1885.
Avant cela, le seul accès pour les personnes et les biens devaient être apportés directement dans les wagons à charbon circulant à haute vitesse vers le haut ou vers le bas le long du plan incliné.
Le village s’étendit rapidement vers le haut jusqu’au plateau lui-même et vers 1887, il y avait trois hôtels, un bureau de poste et télégraphes, quatre magasins généraux,trois bouchers et trois boulangeries au niveau de la ville de Denniston.
Les conditions de vie étaient sordides et les visiteurs se plaignaient des conditions sanitaires et du caractère malodorant de la ville.
Les maisons étaient des bâtiments en bois utilitaires avec des toits et des cheminées en tôles de métal ondulées.
Il n’y avait pas l’eau courante, pas de maison de bain, et les toilettes étaient des récipients en métal avec un réservoir, qui étaient vidés de nuit par les hommes avec des chariots.
Des familles nombreuses étaient souvent confinées dans une cabane avec au mieux deux chambres et pour une longue période, durant la saison de mauvais temps.
Il n’y avait pas d’arbres à fleurs ni de jardin.
Même après 20 ans d’évolution, ces pauvres conditions de vie continuaient toujours à prévaloir,.
Mais Denniston joua un rôle clé dans le développement du mouvement syndical en Nouvelle-Zélande, et le premier syndicat du pays fut constitué justement à Denniston en 1884.
Un rapport de l’industrie du charbon en 1919 attribua la plupart des troubles au mécontentement des mineurs de Deniston liés à leurs conditions de vie qualifiées de 'sordides'.
Denniston avait un terrain de sport et de loisirs communal, ses propres clubs de sport et une association de service aux anciens soldats ainsi que des églises comprenant les cultes presbytériens, méthodistes, anglicans, catholiques Romain et une branche de l’Armée du Salut.
Il y avait aussi cinq loges: (Masonique, Druidique, Odd Fellows, Orange et Buffaloes).[réf. nécessaire].
Dans les jours précédant un conflit social, dans cette communauté isolée, de faible revenus, les églises, les syndicats, les sociétés amicales et les loges fournissaient une importante sécurité pour leurs membres.
Les mineurs avaient constitué leur propre « Association Médicale » et en 1883 : un docteur fut même engagé pour faire des visites à Denniston deux fois par semaine et une Association de secours fut formée en 1890 pour les accidents et le soulagement des blessés.
Un hôpital, qui ouvrit en 1910, fut payé par des souscriptions, (un effort de prélèvements et de collecte de fonds) et fut construit dans une position centrale pour faire face aux urgences de la mine dans toutes les directions du plateau.
Par contre: Denniston n’avait pas de cimetière, car son sol était trop dur et les corps devaient être transportés de Denniston vers la localité de Waimangaroa pour y être enterrés, en descendant initialement par le funiculaire et plus tard par la route.
Le pic de population survint en 1926, quand on nota la présence de plus de 910 résidents vivant dans la ville.
Durant la grande dépression de 1932 à 1935, et après la seconde Guerre Mondiale, les personnes commencèrent à s’en aller de Denniston, avec de nombreuses maisons, qui furent démontées pour être reconstruites à Waimangaroa ou à Westport.
Pour les travailleurs restant, une certaine quantité de bus leur permettaient, à eux et à leur famille de vivre dans des conditions plus plaisantes, en descendant vers la plaine costale. L’école, le dernier magasin et le dernier hôtel (le « Red Dog Saloon », qui était la propriété de Johnny Cotter) fermèrent en 1960, et le bureau de Poste ferma en 1971.
La dernière loge: la loge Buffaloes ferma en 1996, bien qu’alors elle avait été relocalisée de Denniston vers l’ancien local du RSA de Waimangaroa

#### Burnett's Face
Le développement de la mine de Ironbridge conduisit à l’établissement d’un village connu sous le nom de « Burnett's Face », à environ 2 kilomètres au sud-est de Denniston.
Ce fut initialement un ensemble de tentes, mais vers 1891, il y avait des cabanes en bois, une école, deux hôtels, une boucherie, un boulanger et plusieurs magasins, deux salles de réunion et deux saloons avec billards.
Sa rue principale était le chemin de câbles fonctionnant constamment pour tirer les trains reliant la mine avec le bac à charbon (en) de la tête du funiculaire de Denniston.
Mais vers l’année 1950, peu de choses ne restaient de ce village.

#### Coalbrookdale
Un autre centre-ville nommé « Coalbrookdale », s’étendait sur plusieurs centaines de mètres le long du côté du chemin de câble dans la partie inférieure de la vallée de Coalbrookdale au sud-ouest de « Burnett's Face ».
Il y avait environ 21 bâtiment dans Coalbrookdale en1891, et la population atteignit un pic en 1896, quand elle fut de 165 personnes vivant dans cette petite vallée.
Il y avait un hôtel avec licence pour vendre de l’alcool de 1894 jusque vers 1921.
Le dernier résident permanent quitta le secteur en 1956.

### Déclin et clôture
La communité de Denniston ne servit aucun autre destin que de supporter les opérations d’extraction du charbon et du fonctionnement du funiculaire.
Une fois qu’une route utilisable fut mise en place, allant de Waimangaroa jusqu’au plateau, les personnes commencèrent à quitter le plateau pour rejoindre le climat plus chaud de la ville de Waimangaroa ou plus bas de Westport.
Vers 1960, la demande de charbon chuta et le funiculaire de Denniston Incline fut fermé le 16 août 1967.
La branche de la ligne de Conns Creek (en), qui reliait le pied du funiculairen fut coupée pour devenir un simple embranchement de 1kilomètre (0,6 mile) de long d’où le charbon, transporté par wagonet à partir du bac de stockage de Brakehead était transféré dans les wagons du chemin de fer.
Quelques mois plus tard, en 1968, le téléphérique aérien allant des mines à la station, ferma lui aussi en faveur d’un transport par camions pour descendre la colline directement à partir des mines restant en exploitation.
En mai 1968, le Séisme de 1968 à Inangahua causa beaucoup de dommages au plan incliné, rendant sa fermeture irréversible.
Alors, ce qui fut parfois décrit comme la "huitième merveille du monde " par les résidents locaux, s’effaça de l’histoire.

## Le plateau de Denniston aujourd’hui

### Heritage et préservation
Peu de chose restent du funiculaire ou du centre-ville sur le plateau en dehors de quelques reliques, qui peuvent être retrouvées dispersées dans le secteur.
Le bâtiment de “Middle Brake” est un des secteurs industriels les plus intacts en raison de son inaccessibilité, qui fait que la plupart des équipements ont été laissés sur place.
Au niveau de “Brakehead” et du centre-ville de Denniston, le quadrillage de la rue principale, les fondations des bâtiments, les cheminées, et le square des citernes d’eau ainsi que de nombreuses maisons qu’il y avait, sont les principales reliques, qui peuvent encore être visibles.
La plupart des sites des anciens bâtiments sont vides et recouverts de bruissons bas et seuls quelques bâtiments se dressent encore.
L’ancienne école secondaire est occupée par l’association des amis de la colline et utilisée comme musée et centre d’information.
D’autres bâtiments restants sont maintenant des propriétés privées.
Denniston est inscrite sur la liste de Catégorie 1 des endroits historiques sur la liste du patrimoine de la Nouvelle-Zélande, et considérée comme ayant une valeur historique et culturelle significative.
Le funiculaire de Denniston Incline et les zones clés historiques du plateau sont maintenant gérées par le Département de la conservation de Nouvelle-Zélande ou DOC.
Au niveau de Brakehead, une réplique a été construite de quelques-uns des anciens chemins de travail et trois wagons originaux de classe Q sont placés sur le site,.
Avec la reconnaissance de la nature historique de Denniston et le statut croissant en tant que site local iconique pour le tourisme et un des plus proches de Westport, parmi les groupes principalement locaux, des “Friends of the Hill”, cherchant à préserver le patrimoine de Denniston et qu’ils interprètent comme au bénéfice de l’ensemble des personnes visitant les plus fameux villages du champ de charbon de la Nouvelle-Zélande.
La croissance de l’intérêt pour Denniston a été aidé par la publication de The Denniston Rose, une nouvelle historique de Jenny Pattrick (en), qui se passe en 1880 dans la ville de Denniston.

### Le futur de la mine
Du charbon est toujours extrait de la mine sur le plateau de Denniston mais à petite échelle et surtout à 9 kilomètres (6 miles) vers le nord, au niveau de la mine de mine de Stockton (en) près de la localité de  Millerton.
En 2010, “Bathurst Resources” annonça le projet de la mine de l’escarpement (en) pour extraitre le charbon d’une mine sur le plateau de Denniston, mais qui donna lieu à un mouvement de forte contestation de la part des partisants de la conservation de l’environement
Mais en mars 2013, la cour de l’Environement donna le feu vert à la “société Bathurst” pour avancer, dans les travaux, bien que des groupes comme “association de la forêt et des oiseaux (en)” proclammaient qu’ils continueraient à se battre contre ce projet.